# Daniel Rantzau
Daniel Rantzau, dansko-nemški general, * 1529, † 11. november 1569.
Kljub temu da je prejel dobro izobrazbo na Univerzi v Holsteinu, se je odločil za vojaško službo. Bojeval se je v Nemčiji in Italiji, nato pa se je izkazal v bojih s Švedsko med severno sedemletno vojno. Ubit je bil novembra 1569 med obleganjem skandinavskega gradu v Varbergu, ki je bil v švedskih rokah.  
Njegove dosežke med vojno je zasenčil njegov sorodnik Johan Rantzau; vojaški zgodovinarji pa smatrajo, da je bil Daniel boljši taktik in da velja za enega najboljših vojaških poveljnikov te vojne.